# Intracerebrale pathogeniteitsindex
De intracerebrale pathogeniteitsindex (ICPI) wordt gebruikt om de virulentie van onder andere het newcastle-virus aan te geven. De ICPI wordt bepaald door 50 µl virus in de hersenen (intracerebraal) van kuikens van één dag oud te injecteren. Vervolgens worden de dieren acht dagen lang geobserveerd en worden er dagelijks scores toebedeeld. 0 is gezond, 1 is ziek en 2 is dood. Deze scores worden bij elkaar opgeteld en vervolgens gedeeld door het aantal scores. De maximale score die mogelijk is bij het bepalen van een ICPI is 2 in dit geval zijn alle kuikens dood op de eerste dag.

## Voorbeeld
| Dier  | Dag 1 | Dag 2 | Dag 3 | Dag 4 | Dag 5 | Dag 6 | Dag 7 | Dag 8 |
| ----- | ----- | ----- | ----- | ----- | ----- | ----- | ----- | ----- |
| Nr. 1 | 0     | 1     | 1     | 2     | 2     | 2     | 2     | 2     |
| Nr. 2 | 0     | 1     | 1     | 1     | 1     | 2     | 2     | 2     |
| Nr. 3 | 0     | 0     | 0     | 1     | 1     | 1     | 2     | 2     |
| Nr. 4 | 0     | 0     | 0     | 1     | 1     | 1     | 1     | 1     |
| Nr. 5 | 0     | 0     | 0     | 0     | 1     | 1     | 1     | 1     |

In dit voorbeeld is de som van de scores is 38 en het aantal meting is 40 dus de ICPI = 38 / 40 = 0,95. In het geval van het newcastlevirus zou dit een mesogene variant van het virus zijn.

## Alternatieven
Het in de hersens injecteren van een virus bij kuikens van één dag oud is niet diervriendelijk. De dieren ondervinden zeer veel ongerief tijdens deze test. Er wordt dan ook veel onderzoek gedaan naar alternatieven om de virulentie van virussen te bepalen. Ook wordt er onderzoek gedaan om het minimale aantal kuikens te bepalen waarbij een representatieve ICPI kan worden bepaald zodat er zo weinig mogelijk kuikens gebruikt hoeven te worden.